# Altrip
Altrip es un municipio situado en el distrito de Rin-Palatinado, en el estado federado de Renania-Palatinado (Alemania). Su población estimada a finales de 2016 era de 7640 habitantes.
Se encuentra ubicado al sureste del estado, cerca de las ciudades de Ludwigshafen, Espira y Worms, y del río Rin, que lo separa de los estados de Hesse y Baden-Wurtemberg.